# قطعنامه ۴۶۳ شورای امنیت
قطعنامه ۴۶۳ شورای امنیت سازمان ملل متحد که در تاریخ ۰۲ فوریه ۱۹۸۰ تصویب شد، سندی بین‌المللی دربارهٔ رودزیای جنوبی است. این قطعنامه طی نشست ۲٬۱۹۶ام با ۱۴ موافق، ۰ مخالف و ۰ ممتنع تصویب شد.